# 彭尼诺山
彭尼诺山（義大利語：Monte Pennino）为亚平宁山脉的一座山峰，位于意大利境内。坐落于马尔凯大区馬切拉塔省与翁布里亚大区佩魯賈省的交界处。此山峰海拔为1,571（5,154英尺）。